# 千葉亀雄
千葉 亀雄（ちば かめお、1878年（明治11年）9月24日 - 1935年（昭和10年）10月4日）は、日本の作家、評論家、ジャーナリスト。

## 来歴
山形県酒田市に生まれ、5歳から母の実家がある宮城県美里町、13歳から仙台市で育つ。早稲田大学高等師範部中退。はじめ江東の号で小説を書いたが、以後国民新聞、読売新聞、時事新報、東京日日新聞など新聞の社会部長や学芸部長を務め、その傍ら文芸評論も書いた。『サンデー毎日』編集長として「サンデー毎日新人賞」を開始するなど大衆文学にもかかわる。
大正末から昭和初年にかけての大きな文学潮流となった「新感覚派」の命名者として知られる。
死後、小説家の登竜門として「千葉亀雄賞」が創設され、井上靖、沙羅双樹、黒岩重吾らを輩出した。墓所は多磨霊園。
美里町近代文学館に遺品約160点を収蔵した千葉亀雄記念文学室がある。

## 著書
- 『いざさらば  千葉江東』（大平洋館） 1903年
- 『悩みの近代芸術』（二松堂書店） 1923年
- 『異性を観る』（小西書店） 1924年
- 『仇討五十種』（春陽堂） 1925年
- 『新聞講座』（金星堂） 1925年
- 『新版日本仇討』（天人社） 1931年
- 『新聞十六講』（金星堂） 1933年
- 『新聞語辞典』（栗田書店） 1933年
- 『一九四〇年の新聞』（新聞之新聞社、新聞全集7） 1933年
- 『現代世界文学概観』（新潮社） 1933年
のち新潮文庫
- 『坪内逍遥伝』（改造社、偉人伝全集23） 1934年
- 『ペン縦横』（岡倉書房） 1934年

## 復刊
- 『ペン縦横』（湖北社、近代日本学芸資料叢書 第12輯） 1989年
- 『坪内逍遥伝』（湖北社、近代日本学芸資料叢書 第11輯） 1989年
- 『千葉亀雄著作集』全5巻（ゆまに書房） 1991 – 1993年
- 『新感覚派の誕生』（日本図書センター、近代文芸評論叢書） 1992年

## 翻訳
- 『戦の人々』（ラツコ、平凡社、世界プロレタリア傑作選集9） 1930年
- 『ヴエンデツタ』（Vendetta!; or, The Story of One Forgotten、コレリ、改造社、世界大衆文学全集65） 1931年